# Gynoplistia fergusoniana
Gynoplistia fergusoniana là một loài ruồi trong họ Limoniidae. Chúng phân bố ở miền Australasia.